# Лејк Ан (Мичиген)
Лејк Ан (енгл. Lake Ann) град је у америчкој савезној држави Мичиген.

## Демографија
По попису из 2010. године број становника је 268, што је 8 (-2,9%) становника мање него 2000. године.
| Група             | 2000.       | 2010.       |
| Белци             | 267 (96,7%) | 255 (95,1%) |
| Афроамериканци    | 0 (0,0%)    | 1 (0,4%)    |
| Азијати           | 1 (0,4%)    | 0 (0,0%)    |
| Хиспаноамериканци | 5 (1,8%)    | 1 (0,4%)    |
| Укупно            | 276         | 268         |